# Болеслав I Хоробрий
Болесла́в I (пол. Bolesław I; 966 або 967 — 17 червня 1025) — польський князь (992—1025) і король з 1025 року, князь Богемії (як Болеслав IV) у 1003—1004 роках. При ньому межі Польської держави простягалися від Ельби і Балтійського моря до Карпат й Угорщини; від Чехії до Волині. Він поєднав під своєю владою всі північно-західні слов'янські країни, завоював Гданськ, Краків, Сілезію й Моравію. Національний герой Польщі. Прізвисько — Хоро́брий (пол. Chrobry).

## Біографія
Походив із династії П'ястів. Батько — Мешко I, мати — Дубрава (Дубравка), дочка чеського князя Болеслава І Грізного.
…Був бо великий і важкий Болеслав, що і на коні ледве міг сидіти, але швидкого розуму…
На з'їзді в Квадлінбурзі[джерело?] 23 березня 973 року маленького Болеслава залишили при королівському дворі заручником, у 978 році його відпустили додому. У 984 році, у віці 16 або 17 років, він одружився. Про те, хто була його дружина, невідомо; є такі версії: або невідома на ім'я дочка маркграфа Майсенського Рікдага, або Юдіта, донька угорського князя Гейзи. Найімовірніше, нею була Емнільда — дочка лужицького князя Добромира, мати Мешка II (народився в 990 році).
Після смерті батька 25 травня 992 року Болеслав приймає владу, вигнавши з Польщі свою мачуху Оду та трьох зведених братів, після цього осліпив Одилена і Прибивоя — впливових керівників опозиції. Цього ж року він надає військову підтримку імператору Оттону III у його поході на Стодоран.
У 999 році приєднанням Краківської землі Болеслав завершив процес формування Польської держави. У війнах зі Священною Римською імперією (1003—1005, 1007—1013, 1015—1018) зумів відстояти незалежність королівства Польського.
У 1000 році він урочисто приймав імператора Оттона III у Гнезні де й добився організації самостійної архієпископської кафедри, куди переніс мощі папського місіонера, мученика Адальберта. Відтоді Польща входить у тісні зносини з Папою і запроваджує богослужіння латинською мовою.
У квітні, коли був убитий управитель Мархії Місненьської Екегард, Болеслав зайняв Лужицю і Мільсько та видав свою дочку Регелінду за сина Екегарда Германа, після чого встановив свій контроль над Мархією.
Болеслав I втрутився також і в чеські справи. Тамтешній князь Болеслав III Рудий був жорстоким правителем і проти нього піднявся бунт. Це дало змогу польському королю, за допомогою Вршовців, посадити на чеський трон свого брата Владивоя I. Владивой зв'язався з Генріхом II, німецьким імператором, але через кілька місяців, помер. Болеслав Хоробрий допоміг Рудому повернутися до влади. Чехія була під контролем Польщі з 1003 по 1004 рік. Однак Генріх ІІ посадив на трон брата Рудого Яромира, який усунув владу Польщі над Чехією. Моравія залишалася за Польщею в 1003—1031 роках. До 1031 року в складі Польщі перебували племена словаків.
- 1005 року — німці захопили Лужицю і Мільсько.
- 1007 року — Болеслав I повторно захопив Лужицю і Мільсько і з військом підійшов до Магдебурга.
- 1013 року — мир з Німеччиною, допомога Генріха II в поході на Русь. Закріплення за Польщею Лужиці і Мільсько.
- 1017 року — відбувся похід німців проти Польщі.
- 1018 року — підписаний Вічний мир між Польщею та Священною Римською імперією. Так званий Бауценський мир за яким Генріх мав визнати за ним ленні права на Лужицю.

У 1018 році покликаний своїм зятем, київським князем Святополком Окаянним, рушив на Волинь, розбив Ярослава Мудрого на берегах Західного Бугу, захопив Київ і, замість того, щоб передати його Святополку, сам засів у ньому. Але кияни, обурені грабіжництвом його дружини, почали бити поляків, і Болеслав змушений був залишити Русь у 1019 році. Польща втримувала за собою Червенські міста до 1030 року.
Болеслав дуже багато сприяв насадженню християнства в Польщі, за що, незадовго до його смерті, духовенство сприяло отриманню королівського титулу. У 1025 році відбулася коронація Болеслава I королівською короною.

## Галерея

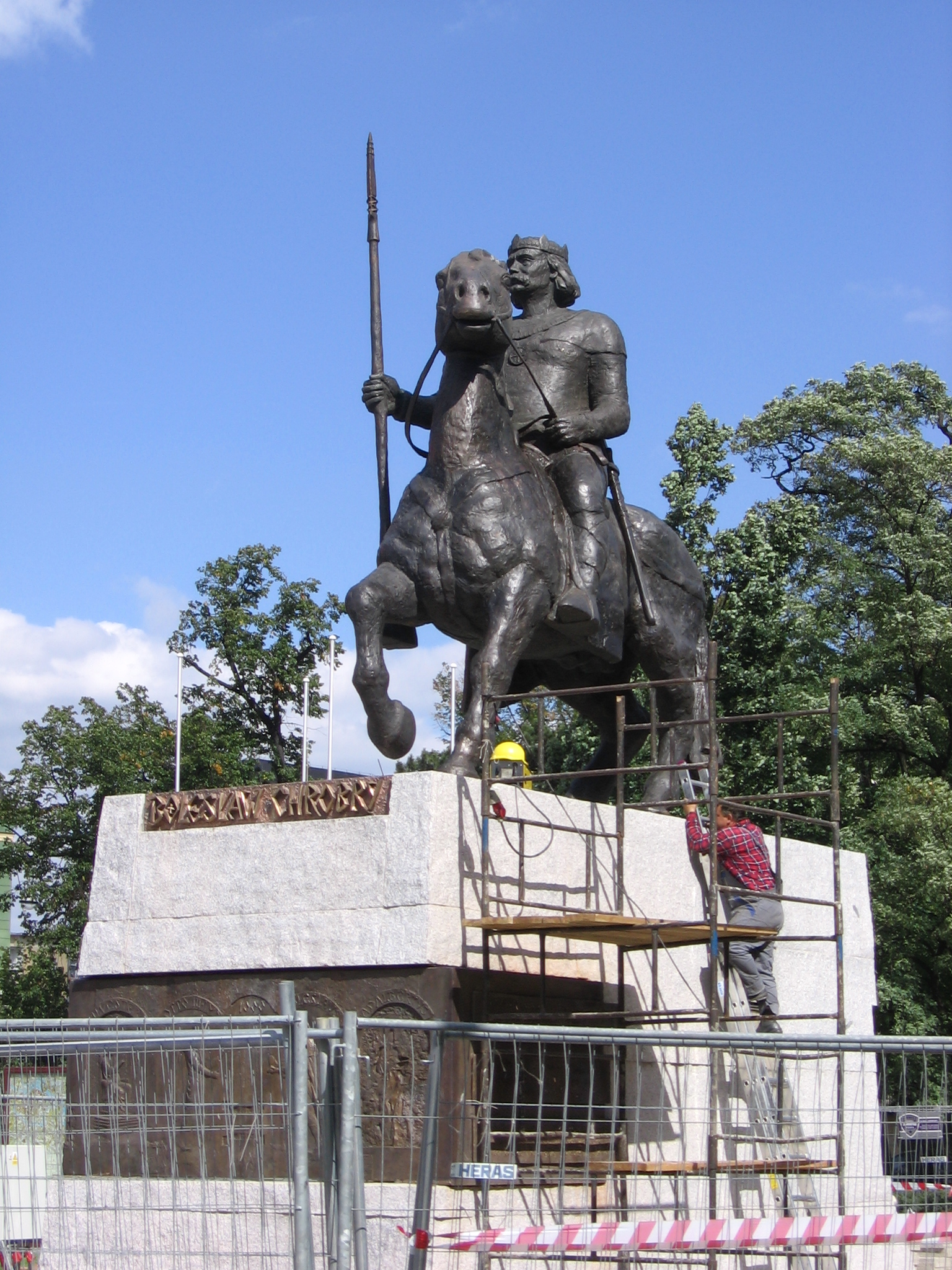
Пам'ятник Болеславу I у Вроцлаві
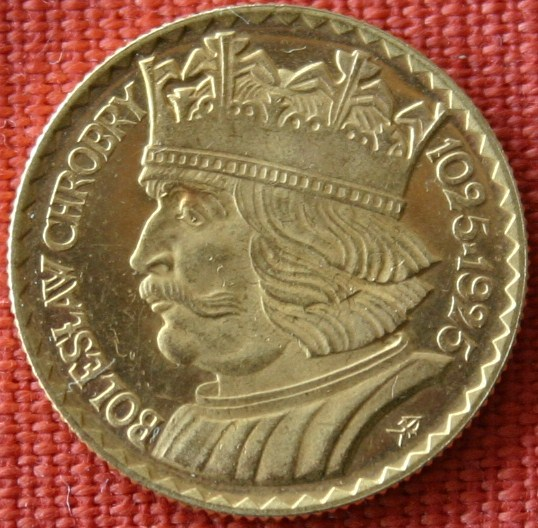
20 злотих 1925 року з портретом Болеслава Хороброго
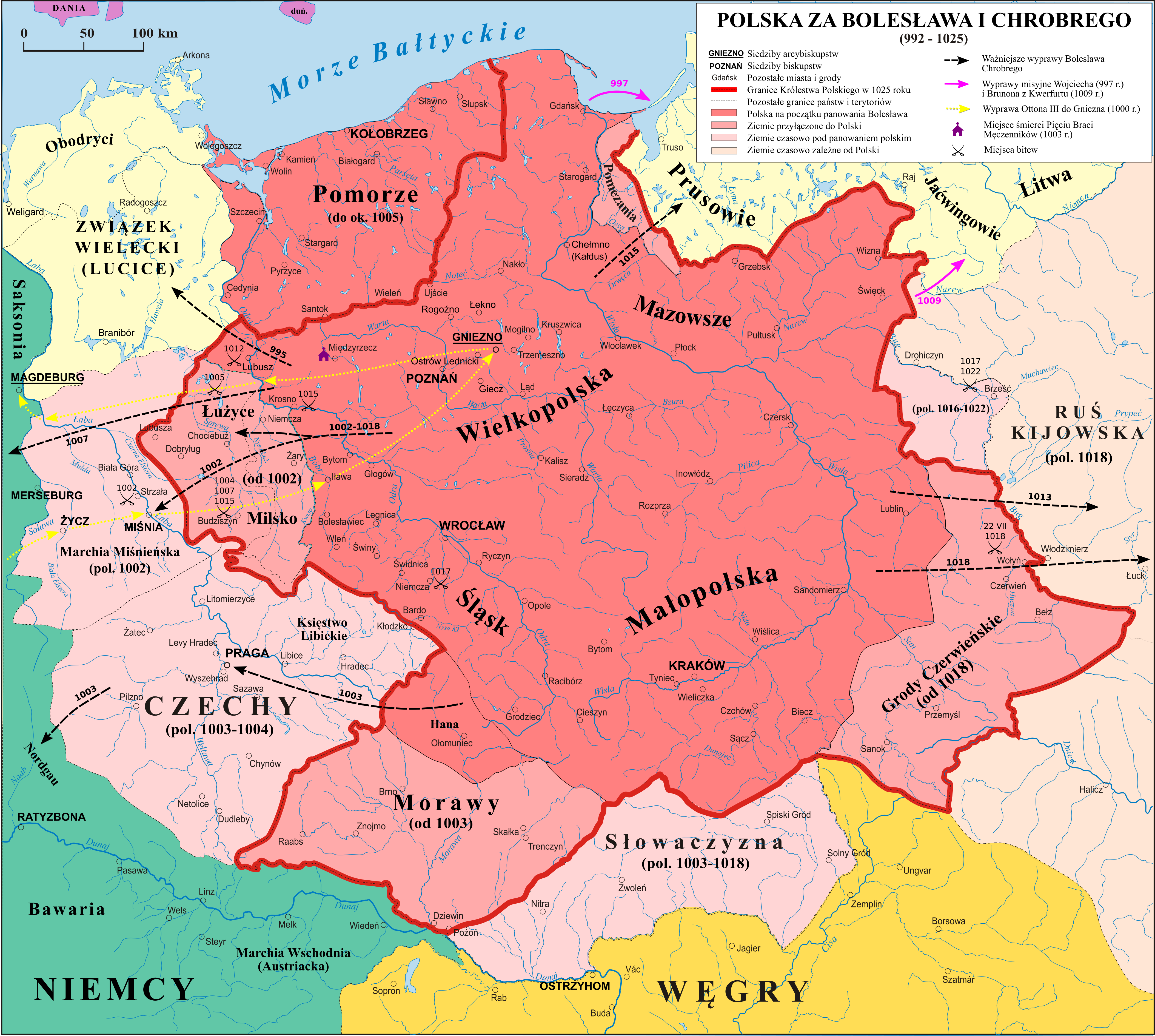
Польща у 992-1025
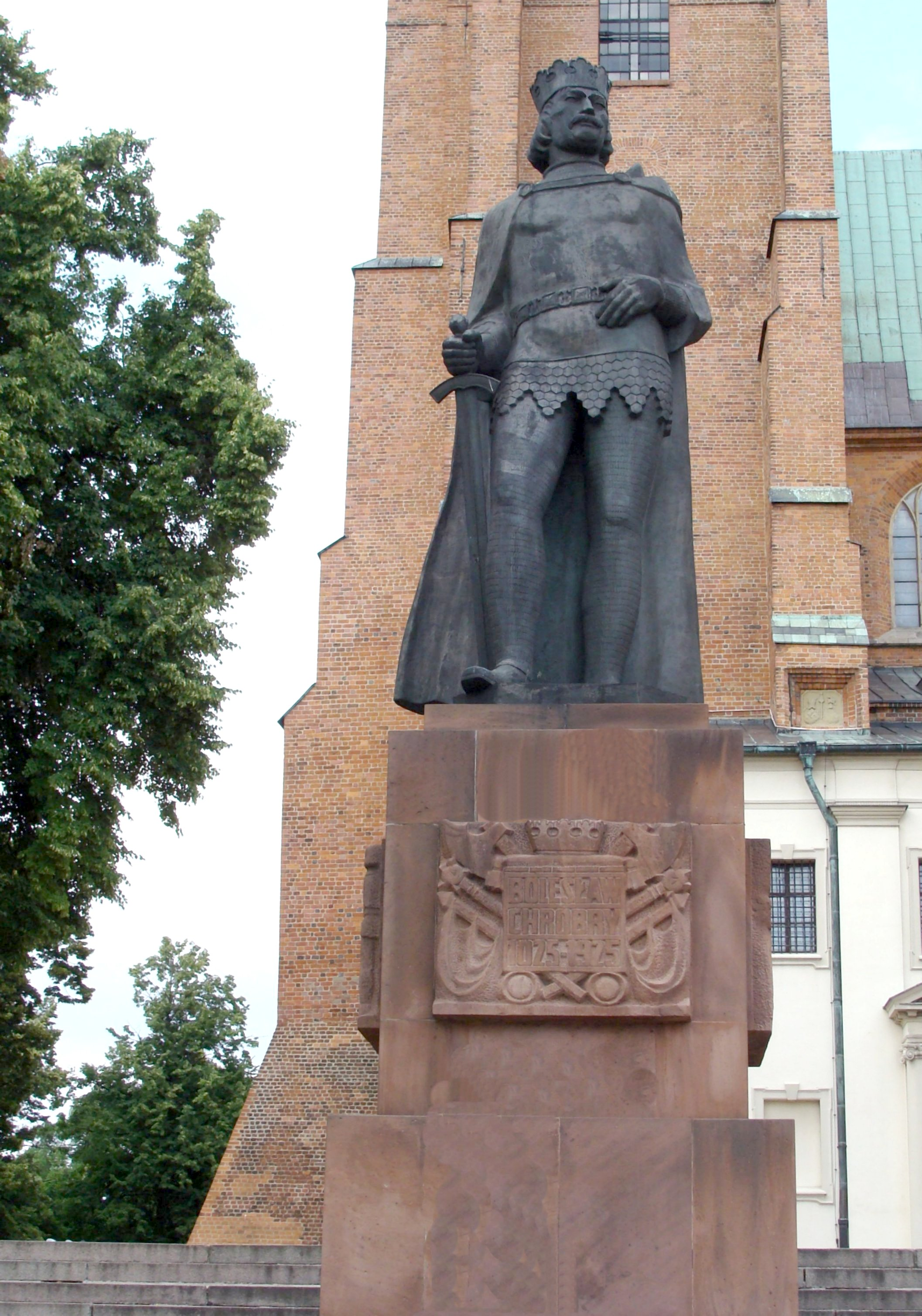
Пам'ятник Болеславу I у Гнезно
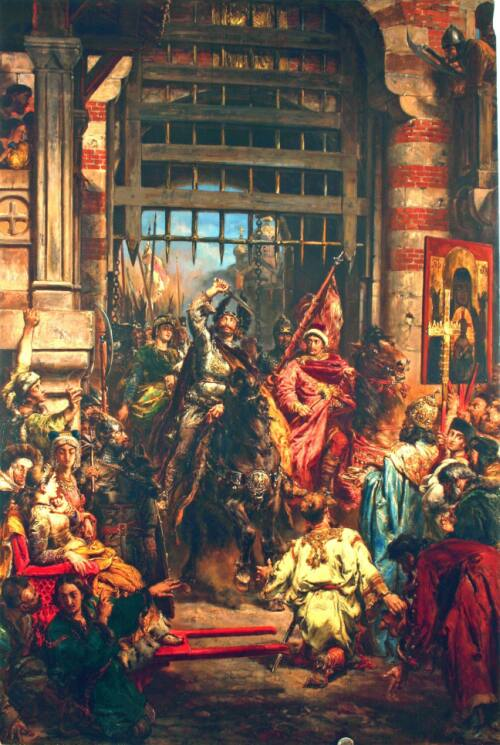
Болеслав I Хоробрий і Святополк I Окаянний біля Золотих воріт Києва (картина Яна Матейка)
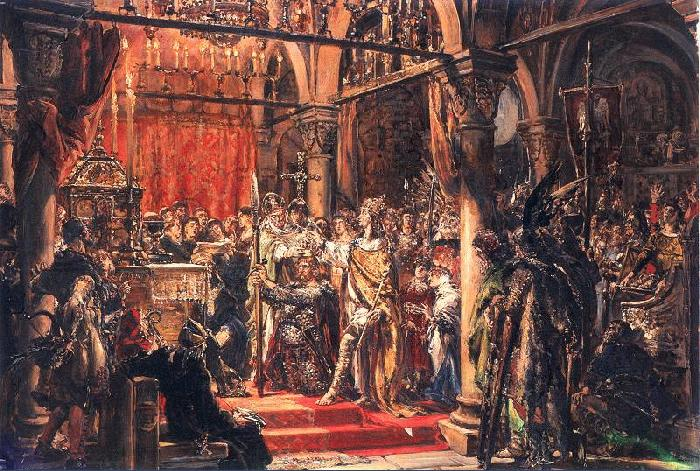
Коронація Болеслава I у Гнезно (Картина Яна Матейка)